# الروم ایرویز
الروم ایرویز (به انگلیسی: Elrom Airways) یک شرکت هواپیمایی با کد یاتا ۰ است که در تاریخ ۱۹۹۰ میلادی تأسیس شده است. دفتر مرکزی الروم ایرویز در تل‌آویو، اسرائیل واقع شده‌است و قطب این شرکت هواپیمایی در فرودگاه سد دوم قرار دارد و به ۱ مقصد، پرواز مستقیم انجام می‌دهد.